# Johannes Zentner
Johannes Zentner (* 27. Januar 1903 in Naters; † 6. Juni 1989 in Schaffhausen) war ein Schweizer Komponist, der als Direktor des Musik-Collegiums Schaffhausen wirkte.

## Leben
Johannes Zentner wurde als jüngstes von sechs Kindern eines am Bau des Simplontunnels beteiligten Sanitäters und einer an schweren Depressionen leidenden Mutter in Naters geboren. Vier Brüder starben im jugendlichen Alter. Die Erziehung und frühe musikalische Förderung erhielt er von seinem Vater. Dieser hatte in Blumenstein ein Heilbad gegründet und schickte den Sohn in Wattenwil zur Schule. Anschliessend folgte das Lehrerseminar in Muristalden. Beim tschechischen Musiker Adolf Pick in Bern nahm er Geigenunterricht. Weitere Lehrer waren später Hans Lavater und Hermann Scherchen, den Zentner in Königsberg aufsuchte, um einen nur mündlich erteilten Dirigenten-Abschuss zu erlangen. Eine erste Stelle als Musiklehrer fand er zuvor im Blindenheim Spiez. 1924 heiratete er Maria Häusermann, die Tochter eines Musikdirektors und selbst Musiklehrerin. 1926 erhielt er die Stelle des Musikdirektors in Weinfelden, wo er elf Jahre wirkte, und danach in Küsnacht. Zudem war er als Dirigent der Männerchöre Zürich-Aussersihl und Frohsinn Winterthur tätig, bevor er nach Schaffhausen kam.
Er war der Gründer des Thurgauer Kammerorchesters und des Kammerensembles Zürich sowie 1952 der Singschule (Kantorei) der Schaffhauser Musikschule. Er war auch Direktor des kantonalen Chorverbandes.

## Werke
Zentner komponierte insbesondere Kirchenmusik. Auf der bei Swiss Pan erschienenen CD Schaffhauser Orgelmusik wurde von ihm das Werk In Media Vita aufgenommen.
- Der Lobgesang der Maria, ISMN: M-007-01924-2
- Gloria in excelsis Deo, ISMN: M-007-00905-2
- Wer unter dem Schirm des Höchsten wohnet Kantate für Alt, Violine und Orgel (erschienen im Hässler-Verlag Stuttgart-Hohenheim)
- Wer unter dem Schirm des Höchsten, ISMN: M-007-01975-4
- Wer unter dem Schirm des Höchsten sitzet, ISMN: M-007-03431-3
- Vier Lieder für Alt, Oboe und Klavier nach Gedichten von Hans Reinhart – 1954 (Privatdruck)
- Die Chinesische Flöte für Soloflöte und Chor (Édition HENN, Genéve)

Daneben komponierte Zentner auch Chor-Stücke wie:
- Unser Munot
- Glarnerland – Vom Tödi bis zur Ziegelbrugg
- Glarnerland – Es isch kei Heimet